# Nirvana
 For alternative betydninger, se Nirvana (flertydig). (Se også artikler, som begynder med Nirvana)
Nirvāṇa (sanskrit, Pali: nibbana) betyder direkte oversat "pustet ud", som flammen i en olielampe. Begrebet er ofte forbundet med hinduisme, jainisme og buddhisme og repræsenterer den ultimative tilstand af soteriologisk frigivelse, frigørelsen fra gentagen genfødsel i saṃsāra. 
I indiske religioner er nirvana synonymt med moksha og mukti. Alle indiske religioner hævder, at det er en tilstand af perfekt stilhed, frihed, højeste lykke samt befrielse fra eller afslutning af samsara, den gentagne cyklus af fødsel, liv og død.  
Buddhistiske og ikke-buddhistiske traditioner anvender imidlertid disse termer for "befrielse" forskelligt. I den buddhistiske sammenhæng refererer nirvana til realisering af ikke-selvstændighed og tomhed, der markerer afslutningen på genfødsel ved at stille ilden, der holder genfødselsprocessen i gang. 
I hinduistisk filosofi betyder det foreningen med eller realiseringen af Atmans identitet med Brahman, afhængigt af den hinduistiske tradition. 
I jainismen er nirvana også det soteriologiske mål, der repræsenterer frigørelsen af en sjæl fra karmisk binding og samsara.

## I buddhismen
Nirvana (nibbana) betyder "udslukning".  Det er det mest anvendte - såvel som det tidligste udtryk - for det soteriologiske mål i buddhismen: frigørelse fra genfødselscyklussen (saṃsāra).  Nirvana er en del af den tredje sandhed om "ophør af dukkha" i De Fire Ædle Sandheder og målet for Den Ædle Ottefoldige Vej.
Nirvana opnås, når man ved at følge Den Ædle Ottefoldige Vej har overskåret de ti lænker.
Buddha antages i den buddhistiske skolastiske tradition at have realiseret to typer nirvana: en ved oplysning og en anden ved sin død. Den første kaldes sopadhishesa-nirvana (nirvana med en rest), den anden parinirvana eller anupadhishesa-nirvana (nirvana uden resten, eller endelig nirvana). 
I buddhismen beskrives nirvana som slukning af den ild, der forårsager genfødsler og tilhørende dukkha.  De buddhistiske tekster omtaler "tre brande"  eller "tre giftstoffer": raga (grådighed, sensualitet), dvesha (modvilje, had) og avidyā eller moha (uvidenhed, vrangforestilling).  
Nirvana-tilstanden beskrives også i buddhismen som ophør med alle lidelser, ophør med alle (karmiske) handlinger, ophør med genfødsler og lidelse, der er en konsekvens af lidelser og handlinger.  Befrielse beskrives som identisk med anatta (anatman, ikke-selv, mangel på noget selv).   I buddhismen opnås befrielse, når det forstås, at alle ting og væsener uden et permanent, iboende selv. 
Efterhånden, med udviklingen af buddhistisk lære, blev andre fortolkninger foreslået, såsom at være i "en ubetinget tilstand",  som en ild, der går ud på grund af mangel på brændstof, at opgive vævning (vana) sammen af liv efter liv,  og eliminering af begær.  Buddhistiske tekster har imidlertid hævdet siden oldtiden, at nirvana er mere end "ødelæggelse af begær", det er "genstand for viden" om den buddhistiske sti. 

### Onlinehenvisninger
1. ↑  Donald S. lopez Jr., Nirvana, Encyclopædia Britannica
2. ↑  "The Soka Gakkai Dictionary of Buddhism, vimoksha". Arkiveret fra originalen 22. februar 2014. Hentet 17. februar 2014.

## Eksterne links
- Nibbana-The Mind Stilled Vol. jeg : Prædikener om Nibbana
- Engelsk oversættelse af Mahayana Mahaparinirvana Sutra